# Palomino
Palomino je genetska boja konja, koja se sastoji od zlatne dlake i bele grive i repa, pri čemu stepen beline može varirati od jarko bele do žute boje. Genetski, palomino boja nastaje usled jednog alela gena razblaživanja, koji se naziva kremni gen koji deluje na „crvenom” (kestenjastom) osnovnom omotaču. Palomino je stvoren genetskim mehanizmom nepotpune dominacije, te se stoga ne smatra istinskim ukrštanjem. Međutim, većina registara pasmina po boji koji beleže palomino konje osnovana je pre nego što je genetika boja konjske dlake razjašnjena u današnjem stepenu, ta se standardna definicija palomina zasniva na vidljivoj boji dlake, a ne na heritabilnosti i na uzročnom prisustvu gena razblaženja.
Zbog svoje izrazite boje, palomino konji se ističu u izložbenom prstenu i veoma su traženi kao paradni konji. Oni su bili posebno popularni u filmovima i televiziji tokom 40-ih i 1950-ih. Jedan od najpoznatijih palomino konja bio je Triger, poznat kao „najpametniji konj u filmovima”, verni konj holivudske kaubojske zvezde Roja Rodžersa. Još jedan poznati palomino konj bio je Mister Ed (pravo ime Bambu Harvester) koji je glumio u sopstvenoj TV emisiji 1960-ih. Palomino je ponovo izabran za glavnog konja u TV seriji Ksena: Princeza ratnica (1995 - 2001). Njen konj Argo je bila palomino kobila.

## Opis
Palomino konji imaju žutu ili zlatnu dlaku, sa belom ili svetlo kremnom grivom i repom. Nijanse telesne dlake variraju od krem do tamno zlatne boje.
Ako nisu pod uticajem drugih nepovezanih gena, palomino konji imaju tamnu kožu i smeđe oči, mada se neki mogu oždrebiti sa ružičastom kožom koja potamni sa godinama. Neki imaju malo svetlije smeđe ili jantarne oči. Heterozigotna kremna razblaženja (engl. cream dilute, CR), kao što je palomino, ne treba mešati sa konjem koji nosi šampanjsko razblaženje. Šampanjski razblaženici (champagne dilutes, CH) su oždrebljeni sa bundevasto-rozom bojom kože i plavim očima, koje nakon nekoliko dana potamne u jantarnu, zelenu ili svetlo smeđu boju, a kako životinja stari ona zadobija tamniji mrljast ten oko očiju, gubice i genitalija.
Konj sa ružičasto-roznom kožom i plavim očima u odraslom uzrastu najčešće je kremelo ili perlino, što je konj koji ima dva gena kremnog razblaživanja. Prisustvo čađavog gena može dovesti do toga da palomino ima tamnije dlake u grivi, repu i telesnoj dlaci. Letnja dlaka palomina je obično nešto tamnije nijanse u odnosu na zimsku.

## Boje nalik na palomino
Mnogi konji koji nisu palomino isto tako mogu da imaju zlatnu ili potamnelu dlaku i svetlu grivu i rep.
- Kestenasti sa lanenom grivom i repom: Svetliji kestenjasti konji s svetlo kremastom grivom i repom nose laneni gen, ali nisu kremno razređini. Na primer, pasmina Haflinger ima mnogo svetlih kestenjastih pripadnika s lanenom nijansama, koji površno mogu da podsećaju na tamne palomino konje, ali u pasmini nema kremnog gena.
- Kremelo konji nose dve kopije kremnog gena i imaju svetlu grivu i rep, ali isto tako telesnu dlaku kremne boje, ružičasto roze kožu i plave oči.
- Šampanjski gen daje najsličnije palomino mimike, jer stvara dlaku zlatne boje na nekim konjima, mada zlatno šampanjski konji imaju svetlu kožu sa šarama, plavim očima pri ždrebljenju i boje jantara ili lešnika u odraslom dobu.[5]
- Konji s vrlo tamno smeđom dlakom, ali lanenom grivom i repom, ponekad se nazivaju i „čokoladnim palominom”, i neki registri konja palomino boje prihvataju konje takve boje. Međutim, ovo obojanje nije genetski palomino. Postoje dva osnovna načina stvaranja ove boje. Najpoznatiji je jetreno kestenjasti konj s lanenom grivom i repom. Genetika koja stvara lanene grive i repove na inače kestenjastim konjima još uvek nije potpuno razjašnjena, ali oni nisu isto što i kremna razređenja. Drugi genetski mehanizam je izveden iz gena srebrne išaranosti, koji osvetljava crno krzno do tamno smeđe boje, a još jače utiče na grivu i rep, razblažavajući je u kremne ili gotovo bele boje.[6]
- Bakskini imaju zlatnu telesnu dlaku, ali crnu grivu i rep. Bukskin se takođe stvara dejstvom gena za pojedinagnog kremnog gena, ali na doratnoj podlozi.
- Sivosmeđi konji imaju tamno telo sa tamnijom grivom i repom plus primitivne oznake poput leđne pruge niz kičmu i horizontalne pruge na gornjem stražnjem delu potkolenica.
- Biserni gen u homozigotnom stanju stvara dlaku koja je donekle boje kajsije sa bledom kožom. Kada se ukrsti sa jednim kremnim genom, rezultirajući konj, koji se često naziva „pseudo-dvostruko razređen”, vizuelno predstavlja kremelo.